# UFC on Fox: Johnson vs. Moraga
UFC on Fox: Johnson vs. Moraga (ou UFC on Fox 8) foi um evento de MMA promovido pelo Ultimate Fighting Championship, ocorrido em 27 de julho de 2013 na KeyArena em Seattle, Washington. O evento foi transmitido na Fox Sports.

## Background
O evento principal contou com a luta pelo Cinturão Peso Mosca do UFC entre o campeão Demetrious Johnson e o desafiante John Moraga, em luta remarcada do The Ultimate Fighter 17 Finale, onde Johnson se lesionou.
O lutador sueco Reza Madadi iria enfrentar Michael Chiesa no evento, porém se lesionou e foi substituído pelo norte-americano Jorge Masvidal.
Miesha Tate era esperada para enfrentar Liz Carmouche no evento, porém Tate foi chamada para ser técnica do TUF 18 no lugar de Cat Zingano que se lesionou. Sua adversária então foi a brasileira Jéssica Andrade.
Tarec Saffiedine era esperado para fazer sua estreia no UFC contra Robbie Lawler, mas uma lesão o deixou de fora do evento, e o substituto foi afegão Siyar Bahadurzada. Porém, em 11 de Julho Bahadurzada também teve que se retirar do evento, sendo substituído por Bobby Voelker.
Matt Mitrione era esperado para enfrentar Brendan Schaub no evento, porém uma lesão o tirou do evento e a luta foi transferida para o UFC 165.
Bobby Green era esperado para enfrentar Danny Castillo, porém uma lesão tirou Green do evento, dando lugar à Tim Means.
Spencer Fisher era esperado para enfrentar Yves Edwards no evento, porém uma lesão o tirou do evento. Sendo substituído por Daron Cruickshank.
John Albert e Tim Means não conseguiram bater o peso de suas categorias, como resultado, perderam 20 porcento de sua bolsa para seus adversários e as lutas se tornaram Catchweight.

## Card Oficial
Nota 1 Pelo Cinturão Peso-Mosca do UFC.

## Bônus da Noite
- Luta da Noite:  Ed Herman vs.  Trevor Smith
- Nocaute da Noite:  Melvin Guillard
- Finalização da Noite:  Demetrious Johnson